# پرچم اندلس
پرچم اندلس (به اسپانیایی: Bandera de Andalucía) پرچم بخش خودمختار اندلس در اسپانیاست که در سال ۱۹۱۸ پذیرفته شد. بلاس اینفانته، نویسنده، تاریخ‌نگار و سیاستمدار اندلسی و مشهور به پدر میهن اندلس، در این سال هیأتی را در روندا بنیان نهاد که این هیئت، منشوری مبتنی بر قانون اساسی آنتِکِرا (منشوری ملی که اندلس را به عنوان جمهوری‌ای خودمختار در اسپانیا شکل داد) و همچنین پرچم کنونی و نشان رسمی اندلس را به‌عنوان نمادهای ملی پذیرفت.
پرچم اندلس از سه نوار افقی هم‌اندازهٔ سبز، سفید و سبز تشکیل شده که نشان ملی اندلس در میان آن قرار دارد. رنگ سبز موسوم به سبز اموی نماد حکومت امویان و رنگ سفید نماد حکومت موحدون است که باشکوه‌ترین دوران از نظر قدرت سیاسی در تاریخ اندلس به‌شمار می‌روند.